# Dewaczandra
Dewaczandra – dżinijski pisarz żyjący w  XIX wieku. Autor dzieła "Rajavali-kathe" napisanego około 1840 roku w języku kannara poświęconego historii dźinizmu.